# Pseudocentrotus depressus
Pseudocentrotus depressus är en sjöborreart. Pseudocentrotus depressus ingår i släktet Pseudocentrotus och familjen Toxopneustidae. Inga underarter finns listade i Catalogue of Life.